# Station La Salle

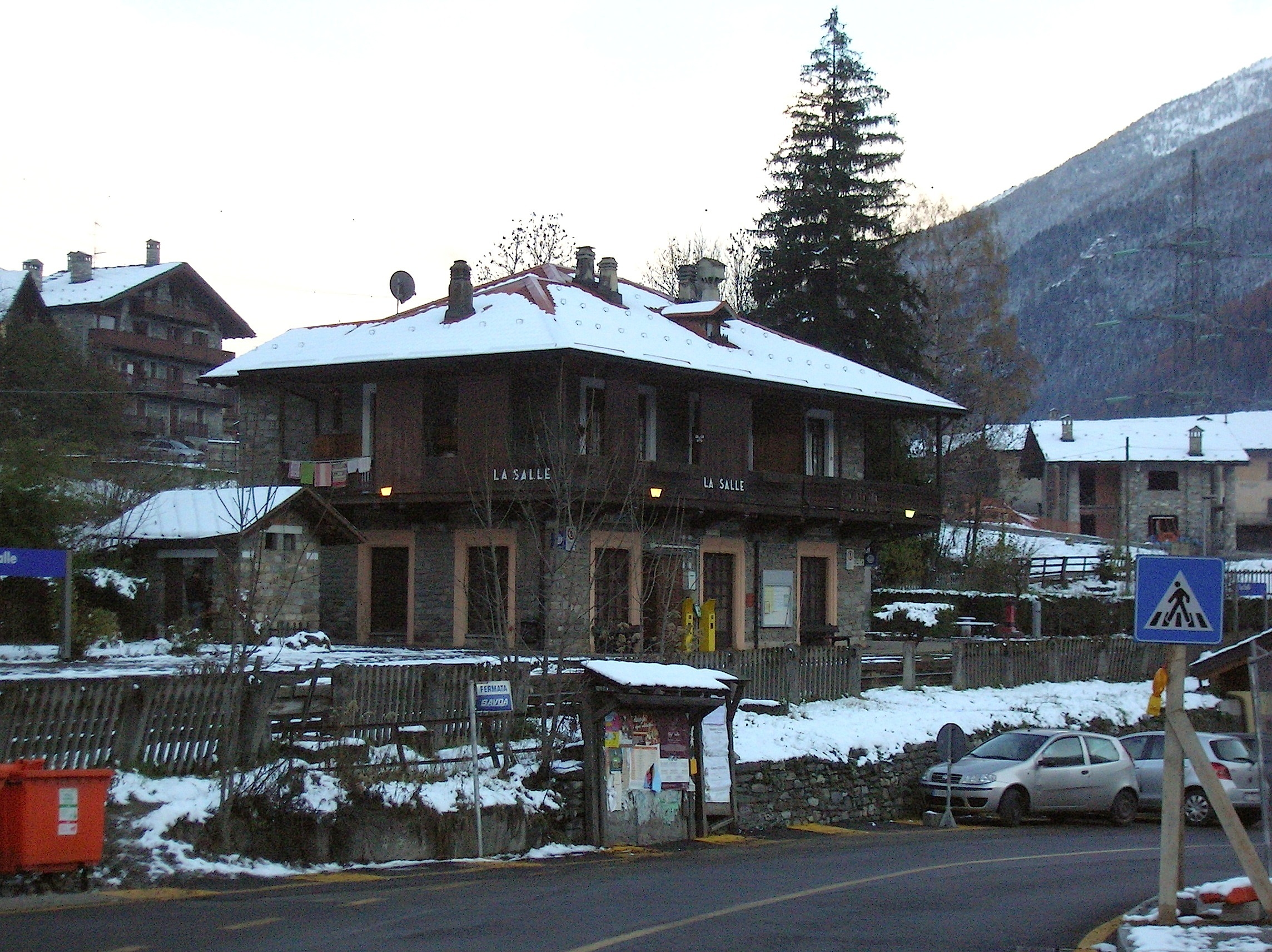

Station La Salle is een spoorwegstation van de spoorlijn Aosta - Pré-Saint-Didier, gelegen in de gelijknamige gemeente La Salle (Aostadal-Italië).